# Gustaf Nessler

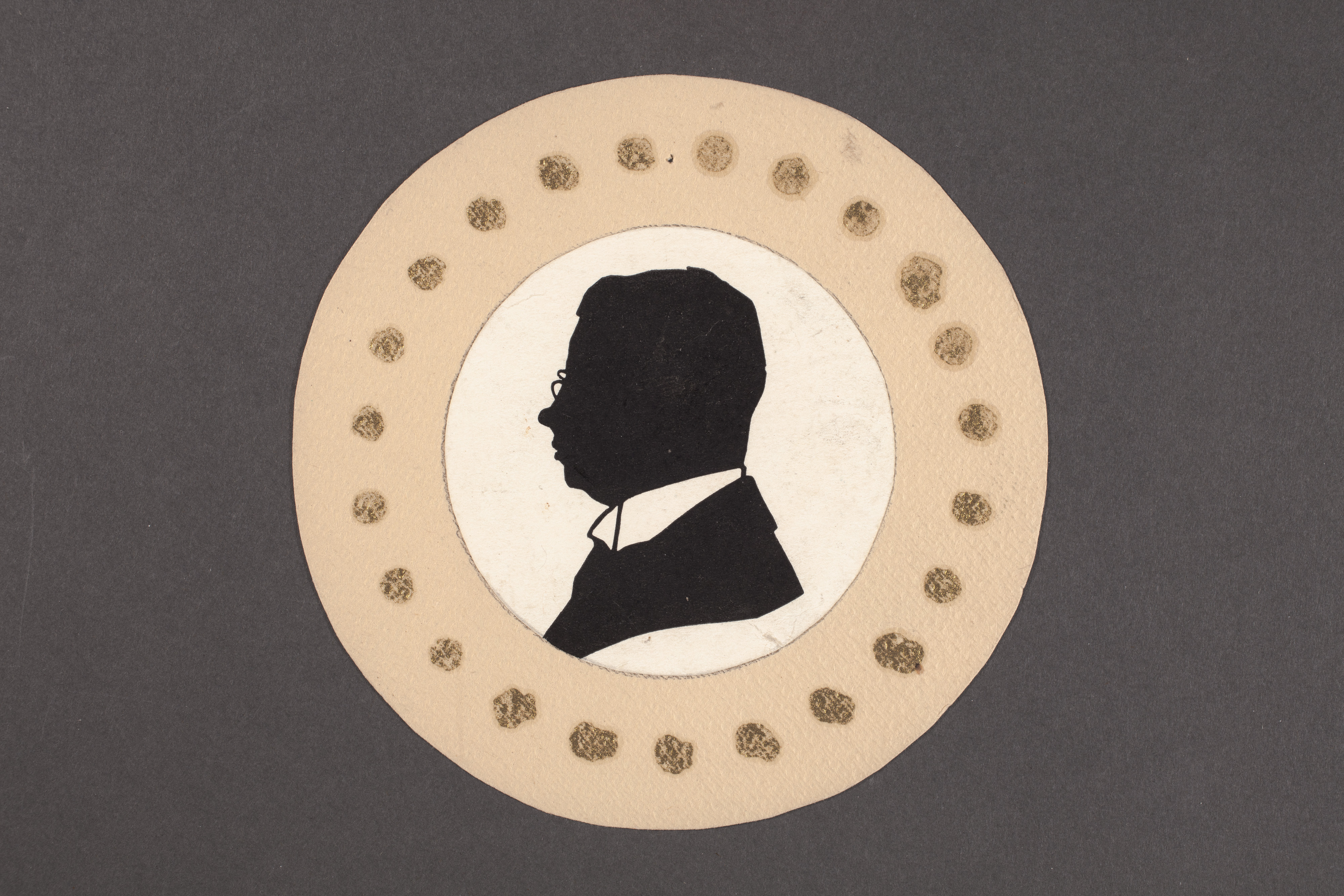
I profil

Gustaf Mauritz Nessler, född 6 augusti 1884 i Mariehamn, död 16 oktober 1961 i Helsingfors, var en skådespelare, regissör och teaterchef.
Gustaf Nessler föddes i Mariehamn på Åland den 6 augusti 1884, sex månader efter fadern läkaren Gustaf Adolf Nesslers död.
Nessler debuterade som Hilmar i Johan Bojers En moder på Svenska Teatern i Helsingfors 1910. Han var under största delen av 1910-talet engagerad vid Svenska inhemska teatern i Åbo, slutligen även som regissör och chef. 

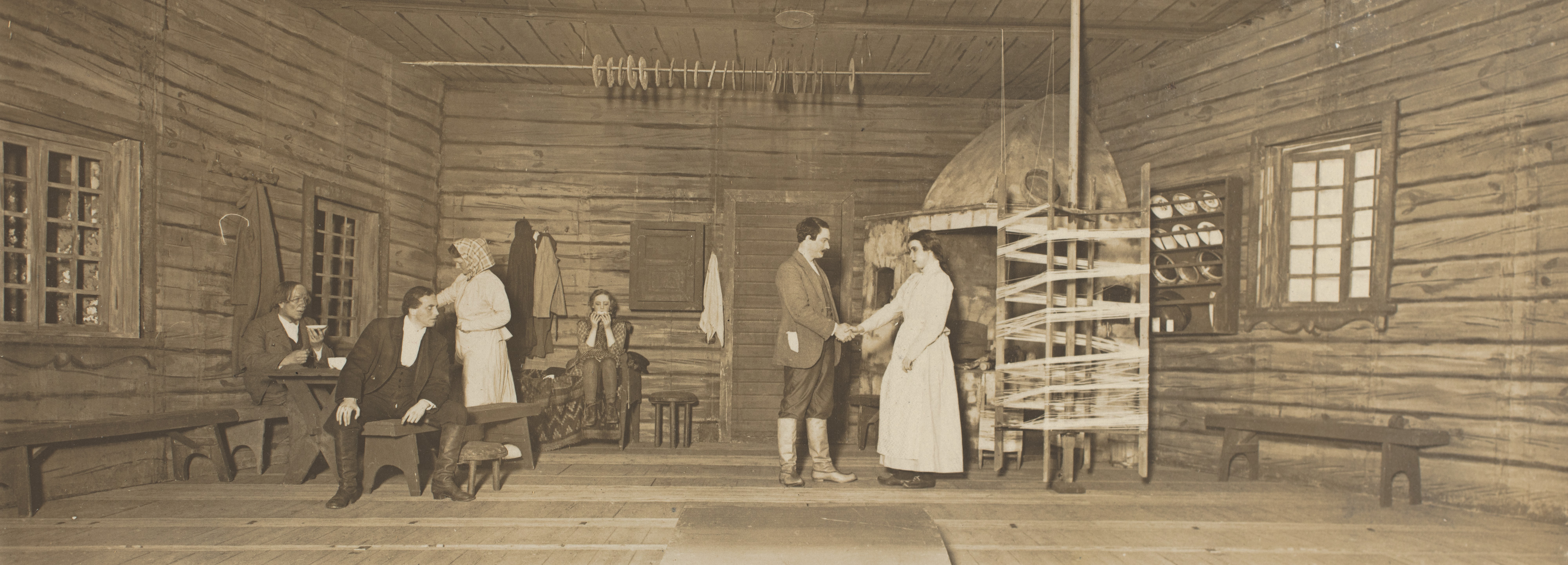
Minna Canths Anna-Lisa i regi av Gustaf Nessler på Svenska Teatern i Helsingfors 1921.

Han var 1920–1939 förste regissör vid Svenska Teatern i Helsingfors, där han som dramaturg från 1923 dessutom bidrog till ett lyckat pjäsval. Nessler iscensatte med framgång många uruppföranden av inhemska pjäser, till exempel Hjalmar Procopés Medaljongen, Kai Voss Philips väst, Mikael Lybecks Domprosten Bomander och Ture Jansons Sveaborg. 
Nessler var 1939–1944 chef och konstnärlig ledare för Wasa Teater och 1944–1956 regissör och dramaturg vid Rundradions svenska radioteater.

## Teater

### Roller (ej komplett)
| År   | Roll                     | Produktion                                         | Regi | Teater                        |
| ---- | ------------------------ | -------------------------------------------------- | ---- | ----------------------------- |
| 1910 | Hilmar                   | En moder Johan Bojer                               |      | Svenska Teatern, Helsingfors  |
| 1912 | Första doktorn Ridfogden | Jeppe på berget (Jeppe paa Bierget) Ludvig Holberg |      | Svenska inhemska teatern, Åbo |

### Regi (ej komplett)
| År   | Produktion               | Upphovsmän      | Teater                       |
| ---- | ------------------------ | --------------- | ---------------------------- |
| 1920 | Prinsessans visa         | Anna Wahlenberg | Svenska Teatern, Helsingfors |
| 1927 | Markisinnan The Marquise | Noël Coward     | Svenska Teatern, Helsingfors |